# Platycoelia helleri
Platycoelia helleri är en skalbaggsart som beskrevs av Ohaus 1904. Platycoelia helleri ingår i släktet Platycoelia och familjen Rutelidae. Inga underarter finns listade i Catalogue of Life.